# Soum de Ramond
De Soum de Ramond (Aragonees: Pico d'Anyisclo, Castiliaans: Pico de Añisclo) is een 3263 meter hoge berg van het massief van de Monte Perdido in de Aragonese Pyreneeën. De Soum de Ramond ligt in het Nationaal park Ordesa y Monte Perdido en bevindt zich ten zuidoosten van de Monte Perdido. Tezamen met deze berg en de Cilindro vormt de Soum de Ramond de zogeheten Très Sororès of Drie Zussen. De berg ligt tussen de valleien van Ordesa, Anyisclo en Pineta.
Oorspronkelijk werd de berg in het lokale Aragonees Pico Anyisclo genoemd, naar de gelijknamige vallei, maar later werd deze hernoemd naar de pyreneist Louis Ramond de Carbonnières.